# 尾張国分寺

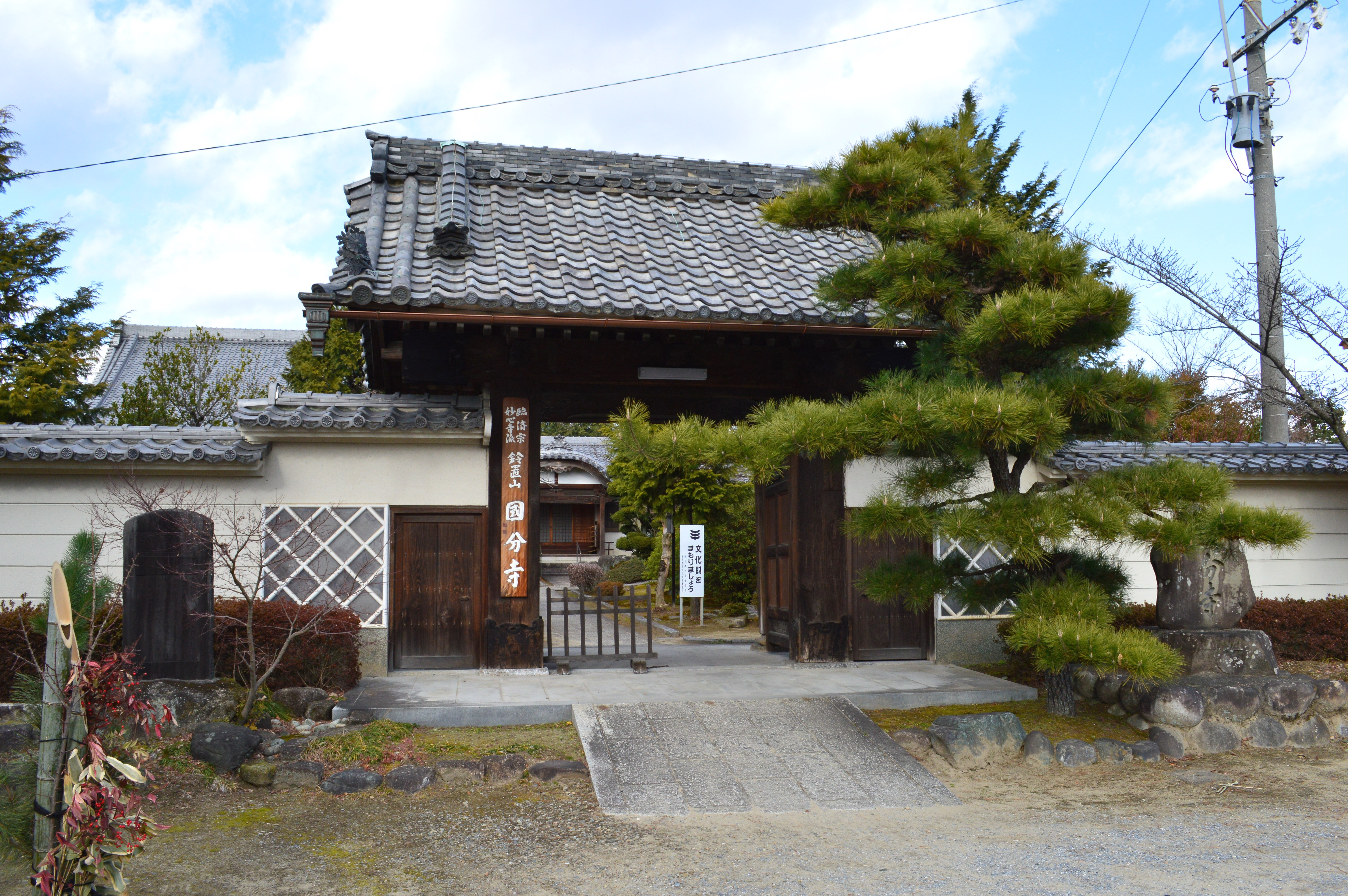
山門

尾張国分寺（おわりこくぶんじ）は、愛知県稲沢市矢合町（やわせちょう）にある臨済宗妙心寺派の寺院。山号は鈴置山。本尊は薬師如来。
奈良時代に聖武天皇の詔により日本各地に建立された国分寺のうち、尾張国国分僧寺の後継寺院にあたる。本項では現寺院とともに、古代寺院跡である尾張国分寺跡（国の史跡）と、尾張国分尼寺についても解説する。

## 概要
現在の国分寺は明治19年（1886年）に「円興寺」から改称した寺院で、創建期の国分寺跡からは北約900メートルに位置する。この円興寺の創建には諸説があり、永和元年（1375年）に大照の開基とも、覚山の開基とも、嘉暦3年（1328年）に柏庵宗意の開基ともいわれる。史料から、嘉暦3年以前は確実とされる。
円興寺は、元は北方の一本松の地に所在したという。しかし17世紀初頭に矢合城跡の現在地に移され、この時に旧国分寺の釈迦堂（国分寺堂）も椎ノ木から境内に移されたという。江戸時代には釈迦堂（国分寺堂）に旧国分寺の本尊とされる薬師如来像を安置し、のちこの薬師如来像は本堂に移され円興寺の本尊となった。『尾張名所図会』によると、近隣の円光寺（萩寺）とともに「両円こう寺」と称されたという。明治19年（1886年）に、旧国分寺の本尊を継承するという寺伝を根拠として「国分寺」と改称し、現在に至っている。この国分寺では、文化財として鎌倉時代頃作の木像5躯が伝わっている（いずれも国の重要文化財）。

## 尾張国分寺跡

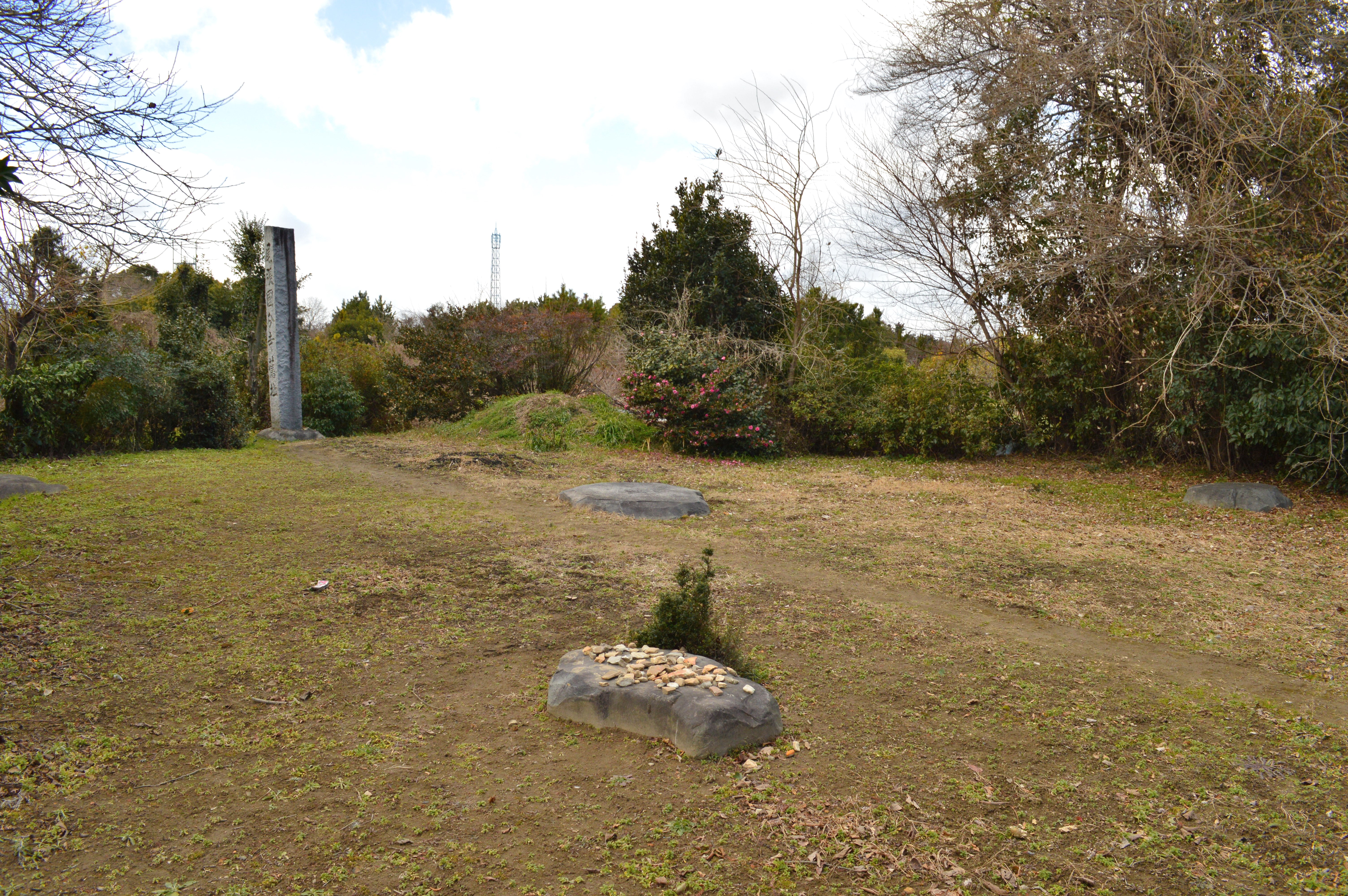
尾張国分寺跡（稲沢市中椎ノ木）手前に塔礎石、奥に「尾張國分寺舊址」碑。

古代の国分僧寺の遺構（尾張国分寺跡）は、現国分寺から南方約900メートルの愛知県稲沢市矢合町中椎ノ木にある寺院跡とされる（北緯35度14分0.04秒 東経136度46分25.01秒 / 北緯35.2333444度 東経136.7736139度）。三宅川左岸の自然堤防上に位置し、北北東4キロメートルには尾張国府推定地（尾張大国霊神社付近）が所在する。寺域は東西約200メートル・南北約300メートル以上と推定されるが、確定には至っていない。これまでの調査では、金堂・講堂・塔の遺構が見つかっている。伽藍配置としては金堂・講堂・南大門（推定）が南北一直線に並び、金堂左右には回廊が取り付くと見られ、その回廊外の東方に塔を配する。詳細はそれぞれ次の通り。
金堂
瓦積基壇で、東西25.6メートル・南北21.6メートル。真北から西に約6度傾く。
講堂
瓦積基壇であるが、規模は不明。真北から西に1度傾く。礎石2個が検出されている。
塔
瓦積基壇で、14.7メートル四方。真北から西に約6度傾く。基壇のたたきしめが弱いことから、創建時の七重塔ではなく再建時の三重塔（または五重塔）の遺構と考えられている。心礎を含む礎石4個が残る。
2014年現在では遺構の多くは民有地に所在するため、整備はなされておらず、塔の遺構以外は明示されていない。塔の遺構においては、礎石4個が残るとともに大正期に「尾張國分寺舊址」碑が建てられている。なお、他に中門・南大門・回廊の遺構は見つかっていない（回廊は一部のみ検出）が、推定寺域内からは大量の瓦が出土している。
伝承では、旧国分寺の東西南北には「四楽寺」と呼ばれる末寺があったといわれ、北方の安楽寺（船橋町、北緯35度14分41.01秒 東経136度46分18.46秒 / 北緯35.2447250度 東経136.7717944度）、東方の平楽寺（廃寺：小寺遺跡、平野町）、南方の長楽寺（現・長暦寺、福島町、北緯35度13分26.65秒 東経136度46分30.67秒 / 北緯35.2240694度 東経136.7751861度）、西方の正楽寺（廃寺：正楽寺遺跡、儀長町、北緯35度14分14.86秒 東経136度45分57.82秒 / 北緯35.2374611度 東経136.7660611度）がこれらにあたるとされる。

### 旧国分寺の変遷
史料では、天平13年（741年）の聖武天皇による国分寺建立の詔に続いて、尾張国分寺に関し『続日本紀』において天平勝宝元年（749年）5月15日条、神護景雲元年（767年）5月20日条、神護景雲3年（769年）9月8日条、宝亀6年（775年）8月22日条にそれぞれ記載が確認される。このうち神護景雲3年記事によると、当時の国府・国分寺・国分尼寺の位置は鵜沼川（現・木曽川）下流とされる。『日本紀略』元慶8年（884年）8月26日条では、尾張国分寺が焼失し、その機能を愛智郡定額寺の願興寺（現・名古屋市中区の尾張元興寺跡か）に移したと見える。発掘調査においても、この焼失後の存続は認められていない。なお、『空也誄』や『六波羅蜜寺縁起』には空也が20余歳の時（920年代）に尾張国分寺で剃髪したとあるため、その頃には尾張国内に国分寺を称する寺院が存在した（いずれの寺院かは不明）。その後中世期の記載は少なく、明徳2年（1391年）の『西大寺諸国末寺帳』において西大寺末寺として尾張国に国分寺の記載があるほか、『妙興寺文書』等において椎ノ木の寺院跡付近に「国分領」「国分寺地」の地名が認められる。
椎ノ木では、江戸時代以来の地誌などで国分寺の所在が伝承され、大正4年（1915年）に前述の石碑が建立された。昭和36年（1961年）から平成25年（2013年）までには、17次にわたる発掘調査が行われた。これらの発掘調査結果や、国府に近いという所在地、また上記の記録・伝承を基に遺構は尾張国分寺跡として認められ、平成24年（2012年）に国の史跡に指定された。

## 尾張国分尼寺

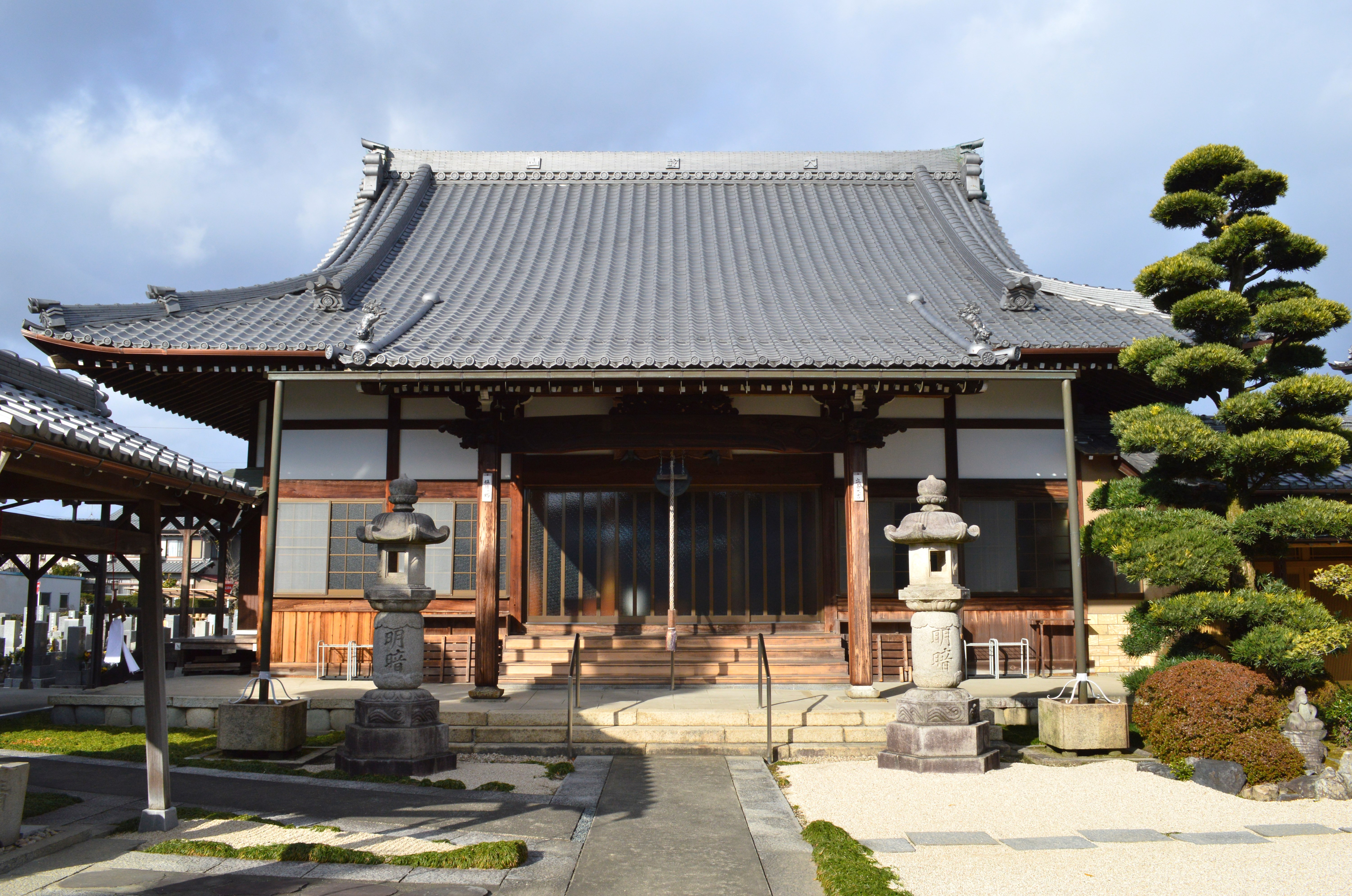
法華寺（稲沢市法花寺町）尾張国分尼寺推定地。

古代の国分尼寺の遺構は未詳。所在は、国分寺跡から北西約1.5キロメートルの稲沢市法花寺町の法華寺（北緯35度14分42.16秒 東経136度45分57.47秒 / 北緯35.2450444度 東経136.7659639度）付近と推定される。これは、江戸時代中期に天野信景が『塩尻』において、国分尼寺の名残が法花寺村の法華寺にあたると記して以来の説である。しかし現在までに発掘調査は行われていないため、詳細は明らかでない。付近の民家において、礎石と見られる庭石4個が認められている。
史料では、永延2年（988年）の『尾張国郡司百姓等解文』において尾張守の藤原元命が尼寺修理料を下行しない旨が見えるほか、大江匡房の寛弘6年（1009年）奏状において長保3年（1001年）から寛弘元年（1004年）の間に尼寺修造の旨が記される。このように国分寺より長い11世紀までの存続が確認されるが、その後の経緯は不詳。上記の法華寺は、寺伝では永正年間（1504年-1521年）に無味禅公が才赦桂林を招き、尼寺跡地に一宇を建てて「大鈴山国鎮寺」と号したことに始まるといい、織田氏の兵火に遭ったが残った小堂を現在地に移したという。近世の一時期は「大齢山谷椿寺」と改称したが再び「国鎮寺」に戻し、のち明治20年（1887年）に「法華寺」と改称して現在に至っている。この法華寺では、平安時代末期作の木造薬師如来坐像（国の重要文化財）が伝わっている。

## 文化財

### 重要文化財（国指定）
- 木造釈迦如来坐像 1躯（彫刻）
鎌倉時代、像高60.7センチメートルで檜材の寄木造。大正元年9月3日指定[10][11][12]。
- 木造釈迦如来坐像 1躯（彫刻）
鎌倉時代、像高103.1センチメートル。台座に載り、本体は檜材の寄木造。大正元年9月3日指定[13][14][15]。
- 木造伝覚山和尚坐像 1躯（彫刻）
鎌倉時代、像高84センチメートル。曲彔に座り、像は檜材の寄木造。覚山は一説に円興寺（現国分寺）の開基とされる。大正元年9月3日指定[16][17][18]。
- 木造伝熱田大宮司夫妻坐像 2躯（彫刻）
鎌倉時代、男子像・女子像の2躯からなり、男子像は像高60.7センチメートル、女子像は像高60.9センチメートル。いずれも檜材の寄木造。大正元年9月3日指定[19][20][21]。

### 国の史跡
- 尾張国分寺跡 - 2012年（平成24年）1月24日指定[7][22][23]、2018年（平成30年）10月15日に史跡範囲の追加指定[24]。

## 現地情報
所在地
- 国分寺（現）：愛知県稲沢市矢合町城跡2490
- 国分寺跡：愛知県稲沢市矢合町中椎ノ木534番地外

交通アクセス（現国分寺まで）
- 名鉄名古屋本線 国府宮駅から
  - バス：国府宮駅バスターミナルから名鉄バス（矢合線）で「矢合観音前」バス停下車 （下車後徒歩約10分）

周辺
- 円光寺 - 通称「萩寺」。
- 矢合観音